# Liam MacDaid

Bischofswappen von Liam MacDaid

Liam Seán MacDaid (* 19. Juli 1945 in Bundoran, County Donegal; † 15. August 2023 in Frankreich) war ein irischer Geistlicher und römisch-katholischer Bischof von Clogher.

## Leben
Liam MacDaid besuchte die St. Louis Infant School und die St. Macartan’s National School in Bundoran sowie später das St. Macartan’s College in Monaghan. Von 1962 bis 1968 studierte er Philosophie und Katholische Theologie am St Patrick’s College, Maynooth. Daneben erwarb er 1965 an der National University of Ireland in Maynooth einen Abschluss im Fach Keltologie. Am 15. Juni 1969 empfing er durch den Erzbischof von Dublin, John Charles McQuaid CSSp, das Sakrament der Priesterweihe für das Bistum Clogher.
Nachdem MacDaid 1970 an der National University of Ireland in Maynooth ein Diplom im Fach Pädagogik erlangt hatte, unterrichtete er am St. Macartan’s College in Monaghan, das er zudem von 1981 bis 1989 als Präsident leitete. Parallel zu seiner Lehrtätigkeit erwarb er 1978 am University College Dublin ein Diplom im Fach psychologische Beratung und engagierte sich fortan zusätzlich in der katholischen Eheberatung. Überdies gehörte er zu den Mitbegründern der Association of Management of Catholic Secondary Schools (AMCSS). Von 1989 bis 1993 war MacDaid Pfarrvikar in Aghintaine. Nachdem er 1993 kurzzeitig als Pfarradministrator in Tyholland gewirkt hatte, wurde er im selben Jahr Diözesansekretär und Verantwortlicher für die Öffentlichkeitsarbeit des Bistums Clogher. Ab 1994 fungierte er zudem als Kanzler der Kurie. Darüber hinaus gehörte er von 1988 bis 1996 dem Priesterrat des Bistums Clogher an. Am 27. Februar 2002 verlieh ihm Papst Johannes Paul II. den Ehrentitel Päpstlicher Ehrenkaplan.
Papst Benedikt XVI. ernannte ihn am 6. Mai 2010 zum Bischof von Clogher. Die Bischofsweihe spendete ihm der Erzbischof von Armagh, Seán Baptist Kardinal Brady, am 25. Juli desselben Jahres in der Kathedrale St. Macartan in Monaghan; Mitkonsekratoren waren Noel Treanor, der Bischof von Down und Connor, und MacDaids Vorgänger Joseph Duffy. MacDaid wählte den Wahlspruch Per Christum Dominum nostrum („Durch unsern Herrn Jesus Christus“). Ein besonderer Schwerpunkt seines bischöflichen Wirkens stellte die Ehe- und Familienpastoral dar. So leitete er von 2012 bis 2016 in der Irischen Bischofskonferenz den Rat für Ehe und Familie und fungierte als stellvertretender Vorsitzender des Catholic Marriage Care Service.
Papst Franziskus nahm am 1. Oktober 2016 sein vorzeitiges Rücktrittsgesuch an. MacDaid starb im August 2023 im Alter von 78 Jahren während eines Urlaubs in Frankreich.